# Sociedad Mercantil Estatal
Una Sociedad Mercantil Estatal (SME) es aquella sociedad mercantil sobre la que se ejerce control estatal:
- Bien porque la participación directa, en su capital social de la Administración General del Estado o alguna de las entidades que, conforme a lo dispuesto en el artículo 84, integran el sector público institucional estatal, incluidas las sociedades mercantiles estatales, sea superior al 50 por 100. Para la determinación de este porcentaje, se sumarán las participaciones correspondientes a la Administración General del Estado y a todas las entidades integradas en el sector público institucional estatal, en el caso de que en el capital social participen varias de ellas.
- Bien porque la sociedad mercantil se encuentre en el supuesto previsto en el artículo 4 de la Ley 24/1988, de 28 de julio, del Mercado de Valores respecto de la Administración General del Estado o de sus organismos públicos vinculados o dependientes.

Se rige por y por la Ley de Régimen Jurídico del Sector Público (LRJSP) y por la Ley de Patrimonio de las Administraciones Públicas.
En la denominación de las sociedades mercantiles que tengan la condición de estatales deberá figurar necesariamente la indicación «sociedad mercantil estatal» o su abreviatura «S.M.E.».
La creación o la adquisición de este carácter de forma sobrevenida será autorizada mediante acuerdo del Consejo de Ministros, que deberá estar acompañado de una propuesta de Estatutos y de un plan de actuación.
Respecto a las entidades públicas empresariales, estas entidades, a diferencia de las Sociedades Mercantiles Estatales, son verdaderos entes con personalidad jurídico-pública, por lo que se encuentran a medio camino entre el carácter público de los organismos autónomos y el carácter privado de las Sociedades Mercantiles Estatales. No obstante, en cuanto al régimen jurídico aplicable, ambas se rigen por el ordenamiento jurídico privado.